# العلاقات الإماراتية الغيانية
العلاقات الإماراتية الغيانية هي العلاقات الثنائية التي تجمع بين الإمارات العربية المتحدة وغيانا.

## مقارنة بين البلدين
هذه مقارنة عامة ومرجعية للدولتين:
| وجه المقارنة                                              | الإمارات العربية المتحدة | غيانا        |
| --------------------------------------------------------- | ------------------------ | ------------ |
| المساحة (كم2)                                             | 83.60 ألف                | 214.97 ألف   |
| عدد السكان (نسمة)                                         | 9.40 مليون               | 777.86 ألف   |
| الكثافة السكانية (ن./كم²)                                 | 112.44                   | 3.62         |
| العاصمة                                                   | أبو ظبي                  | جورج تاون    |
| اللغة الرسمية                                             | اللغة العربية            | لغة إنجليزية |
| العملة                                                    | درهم إماراتي             | دولار غياني  |
| الناتج المحلي الإجمالي (بليون دولار)                      | 382.58 مليار             | 3.68 مليار   |
| الناتج المحلي الإجمالي (تعادل القوة الشرائية) بليون دولار | 640.72 مليار             | 5.77 مليار   |
| الناتج المحلي الإجمالي الاسمي للفرد دولار أمريكي          | 40.44 ألف                | 4.13 ألف     |
| الناتج المحلي الإجمالي للفرد دولار أمريكي                 | 67.67 ألف                |              |
| مؤشر التنمية البشرية                                      | 0.835                    |              |
| رمز المكالمات الدولي                                      | +971                     | +592         |
| رمز الإنترنت                                              | .ae، .امارات             | .gy          |
| المنطقة الزمنية                                           | ت ع م+04:00              | 00           |

## منظمات دولية مشتركة
يشترك البلدان في عضوية مجموعة من المنظمات الدولية، منها:
| علم المنظمة | اسم المنظمة                               | تاريخ انضمام الإمارات العربية المتحدة | تاريخ انضمام غيانا |
| ----------- | ----------------------------------------- | ------------------------------------- | ------------------ |
|             | مؤسسة التنمية الدولية                     | 23 ديسمبر 1981                        | 4 يناير 1967       |
|             | يونسكو                                    | 20 أبريل 1972                         | 21 مارس 1967       |
|             | وكالة ضمان الاستثمار متعدد الأطراف        | 20 أكتوبر 1993                        | 18 يناير 1989      |
|             | الأمم المتحدة                             | 9 ديسمبر 1971                         | 20 سبتمبر 1966     |
|             | الاتحاد البريدي العالمي                   | ?                                     | ?                  |
|             | البنك الدولي للإنشاء والتعمير             | 22 سبتمبر 1972                        | 26 سبتمبر 1966     |
|             | الاتحاد الدولي للاتصالات                  | 27 يونيو 1972                         | 8 مارس 1967        |
|             | منظمة حظر الأسلحة الكيميائية              | ?                                     | ?                  |
|             | مؤسسة التمويل الدولية                     | 30 سبتمبر 1977                        | 4 يناير 1967       |
|             | المركز الدولي لتسوية المنازعات الاستشارية | 22 يناير 1982                         | 10 أغسطس 1969      |
|             | منظمة التجارة العالمية                    | ?                                     | ?                  |
|             | منظمة الشرطة الجنائية الدولية             | ?                                     | ?                  |

## وصلات خارجية
- موقع وزارة الخارجية الإماراتية
- موقع وزارة الخارجية الغيانية